# Substitut sanguin
Les substituts sanguins sont des solutions capables, jusqu'à un certain point, de compenser la perte sanguine à la suite d'une hémorragie. Quand l’hémorragie est trop importante (> à 40 %), en plus de la restauration de la volémie, il faut rétablir le transport de l’oxygène et donc l’oxygénation des organes.
À noter que les solutions destinées à compenser le volume sanguin sans apporter des transporteurs d'oxygène (solutions colloïdes...), ne sont, par définition, pas des substituts sanguins.
En 2016, aucun substitut sanguin n'est autorisé par la FDA.

## Pourquoi des substituts sanguins?
Les substituts sanguins font l'objet de recherches constantes en espérant pouvoir remplacer un jour la transfusion sanguine qui présente des risques bien connus (contamination microbienne au sens large, incluant virus et prions, compatibilité). La possibilité de transfusion dépend en outre étroitement des dons du sang, qui, dans certains cas (groupes sanguins rares par exemple), ont du mal à répondre aux besoins. 
Depuis les années 1990, l'indication des transfusions sanguines est devenue beaucoup plus rigoureuse et les techniques d'économie se sont développées (autotransfusion, récupération du sang sur le champ opératoire...). Cependant, la multiplication des problèmes de santé due au vieillissement de la population, l'utilisation fréquente de techniques chirurgicales longues, consommatrices en sang, les situations de crises (accidents, guerres...), ne permettent pas de postuler une décroissance suffisante en besoins de sang, rendant plus évident un besoin en substituts sanguins.
Des raisons de gains financiers sont également prises en compte dans le développement de produits de substitution moins coûteux que le sang (aux États-Unis, par exemple, les deux premières unités de sang transfusées ne sont pas remboursées).
Depuis 1995, une expérimentation mise en place aux États-Unis a pris une certaine ampleur et 106 centres médicaux mettent en place des programmes sans sang (bloodless).

## Les différentes sortes substituts sanguins
Parmi les solutions qui transportent l’oxygène, on en distingue deux catégories, 
Les PFC (perfluorocarbures) sont des composés chimiques qui transportent l’oxygène sous forme dissoute, dans l’émulsion qu’ils forment. Néanmoins, le produit phare de cette méthode Oxygenttm (en) produit par Alliance s'est vu refuser sa mise sur le marché américain par la FDA en février 2005 en raison de problème de sûreté. 
Les HBOC (hemoglobin-based oxygen carrier) sont obtenus par purification d’hémoglobine bovine (Hémopure, Biopure) ou par synthèse de l’hémoglobine par génie génétique (Optro, Baxter), puis modification chimique pour stabiliser l’hémoglobine. Ils transportent l’oxygène par liaison à l’hémoglobine.
En vogue dans les années 2000, les transporteurs d’oxygène ou autres perfluorocarbures censés remplacer l’hémoglobine du sang, sont abandonnés en 2008 en raison des accidents, cardiaques notamment, qu’ils provoquaient.
On peut aussi évoquer Polyheme, basé sur la transformation de dons de sang post-mortem, qui a fait l'objet d'une controverse sur la procédure de test.
D'autres molécules ont été testées, comme les dendrimères (polymères en forme d'arbre).
Une autre voie de recherche est la production d'érythrocytes de culture à partir de cellules souches. En 2011, l'équipe du professeur Luc Douay a réussi le premier test (tolérance, rendement, durée de vie…) d'autotransfusion humaine de globules rouges : l'injection chez l'homme de quelques millilitres de globules rouges cultivés (GRc) est réalisée à partir de ses propres cellules souches hématopoïétiques (CSH). Malheureusement, il paraît difficile de produire ce produit en quantité suffisante pour répondre à la demande de sang mondiale.
En 2018, une équipe française est parvenue à reproduire in vitro le transport de l'oxygène via un substitut sanguin à base de nanoparticules de silice.